# Блантайр
Бланта́йр (англ. и ньянджа Blantyre) — финансовый и торговый центр Малави. Второй в стране город по населению после столицы Лилонгве. Является центром Южного региона и округа Блантайр. В городе расположена штаб-квартира единственной телекомпании страны Malawi Broadcasting Corporation (MBC), верховный суд Малави, несколько колледжей.

## Название
Город основан миссионерами Шотландской церкви в 1876 г. Назван в честь родного города известного исследователя Давида Ливингстона — Блантайр. Статус города с 1895 года. В 1956 году объединён с поселением Лимбе (основанном в 1909 г.). Название города в отечественных справочниках и картах указывалось как Бланта́йр-Ли́мбе. В некоторых изданиях можно встретить название Блентайр.

## Географическое положение
Блантайр расположен на холмистой местности. Является важным транспортным узлом, имея автомобильное, железнодорожное и воздушное сообщение с другими частями станы и соседними государствами. В 9 милях от центра города расположен Международный аэропорт Чилека.
|         | Мванза   | Балака     | Зомба |  |
| Чиквава | север    | Чирадзулу  |       |  |
| Чиквава | Блантайр | Чирадзулу  |       |  |
| Чиквава | юг       | Чирадзулу  |       |  |
| Мичиру  | Тиоло    | Микалонгве |       |  |

### Население[1]
Динамика численности по годам:
| Год  | Население |
| ---- | --------- |
| 1977 | 222 153   |
| 1987 | 333 120   |
| 1998 | 502 053   |
| 2008 | 661 256   |
| 2018 | 800 264   |

| Конфессиональный состав (2018 г.) | Конфессиональный состав (2018 г.) | Конфессиональный состав (2018 г.) | Конфессиональный состав (2018 г.) | Конфессиональный состав (2018 г.) |
|                                   |                                   |                                   | Процент                           |                                   |
| --------------------------------- | --------------------------------- | --------------------------------- | --------------------------------- | --------------------------------- |
| христиане                         |                                   |                                   | 86,77 %                           |                                   |
| ислам                             |                                   |                                   | 10,11 %                           |                                   |
| традиционные верования            |                                   |                                   | 0,08 %                            |                                   |
| др.религии                        |                                   |                                   | 2,41 %                            |                                   |
| атеисты                           |                                   |                                   | 0,63 %                            |                                   |

| Родной язык (2018 г.) | Родной язык (2018 г.) | Родной язык (2018 г.) | Родной язык (2018 г.) | Родной язык (2018 г.) |
|                       |                       |                       | Процент               |                       |
| --------------------- | --------------------- | --------------------- | --------------------- | --------------------- |
| Ньянджа               |                       |                       | 9,28 %                |                       |
| Тумбука               |                       |                       | 3,98 %                |                       |
| Ломве                 |                       |                       | 39,34 %               |                       |
| Яао                   |                       |                       | 14,22 %               |                       |
| Нгони                 |                       |                       | 19 %                  |                       |
| Сена                  |                       |                       | 5,71 %                |                       |
| Манг'анджа            |                       |                       | 4,23 %                |                       |
| Иные языки            |                       |                       | 3,59 %                |                       |

## Спорт
В городе базируются футбольные клубы «Мичиру Каслс», «Блантайр Юнайтед».

## Города-побратимы
- Ганновер, Германия[9]

## Галерея
|  |  |